# 張守約 (嘉靖丙戌河南進士)
張守約（？年—？年），字伯操，河南省汝寧府確山縣人，明朝政治人物。

## 生平
嘉靖五年（1526年）丙戌科三甲第199名進士。授中書舍人，十四年十一月选授兵科給事中。，十六年十月升吏科右給事中，十七年十二月升兵科左，十八年正月升本科都，弹劾巡抚都御史戴金去職。
確山縣城內有進士坊為張守約立。